# Do the Wrong Thing
«Do the Wrong Thing» (укр. «Роби як не треба») — десята серія тридцять п'ятого сезону мультсеріалу «Сімпсони», прем'єра якої відбулась 24 грудня 2023 року у США на телеканалі «Fox».
Серія присвячена пам'яті аніматора Іштвана Майороса, який помер 27 вересня у віці 72 років.

## Сюжет
У новинах Кент Брокман повідомляє, що давній чемпіон з рибальства Абрахам Сімпсон завершує кар'єру після двадцятирічної серії перемог у Спрінґфілдському рибальському дербі. Ейб каже, що передає свою спадщину Гомерові, який, як він очікує, виграє завдяки «рибальському гену» Сімпсонів. Однак, сам Гомер не в захваті від цього, оскільки він ніколи нічого не вигравав і не думає, що виграє цього разу.
Наступного дня у школі Ліса просить у директора Скіннера написати рекомендаційний лист до літнього табору Спрінґфілдського університету. Однак, Скіннер не може завершити листа, оскільки принтер спалахує.
На рибальському дербі Гомер у човні намагається щось зловити, але перекидається. Поки всі сміються з нього, Гомер виявляє, що йому вдалося виловити рибу в човен. Усі учасники зважують свою рибу, і Гомер перемагає з найважчою рибиною. Коли сім'я повертається додому, Гомер починає готувати спійману рибу до їжі, але виявляє, що вона повна кульок із рогатки Барта. Барт розповідає, що набив його кульками, тому що спостерігати за поразкою Гомера було нудно. Гомер обіймає Барта за те, що він обманом допоміг йому перемогти.
Наступного дня Гомер забирає Барта зі школи «на прийом до лікаря». У машині він розповідає Барту, що насправді вони їдуть на Чемпіонат з кидання млинчиків по воді, щоб скоїти обман там. Гомер перемагає, бо Барт за допомогою вудки тягнув камінь Гомера по воді. Потім удвох вони продовжують шахраювати в багатьох інших змаганнях, перемагаючи у всіх.
Вдома Мардж і Ліса говорять про те, як це дивно, що чоловіки виграли стільки змагань. Коли Мардж обговорює це з Гомером, той зізнається в шахрайстві, але відмовляється припинити, бо таким чином є зв'язок між батьком і сином.
Тим часом Ліса скаржиться Мардж на те, що досі не отримала підтвердження про прийняття до літнього табору. Несподівано хтось стукає в двері, і дівчинка зустрічає вожату табору, яка повідомляє, що її прийняли в табір для команди з веслування. Ліса здивована і дивиться на свій рекомендаційний лист, де бачить підроблені фотографії, на яких вона як веслярка.
На Спрінґфілдських сокирних іграх Ліса сперечається з Гомером щодо листа, який, на її думку, батько підробив заради неї. Вона відкриває всім, що Гомер шахраював на змаганнях, що змушує решту учасників, що він обманював на всіх змаганнях.
Потім учасники женуться за Сімпсонами, яким вдається сховаютися за рекламним щитом. Там Мардж зізнається, що це вона підробила її заяву Ліси, через що Гомера буквально нудить, оскільки Мардж повинна бути невинною і не повинна обманювати. Коли інші учасники їх наздоганяють, Гомер приймає свою долю бути вбитим, але Сімпсонів забирає інша група людей і пакують в автобус.
Сімпсонів доставляють до Спрінґфілдського університету, де вони зустрічаються з деканом Белічиком. Белічик розповідає Лісі, що її прийняли до табору, попри шахрайство — всі на світі шахраюють, а в таборі люблять шахраїв. Ліса жахається, почувши це, і відмовляється йти до табору, оскільки це суперечить її моралі. Потім Белічик пропонує Гомеру роботу, щоб викладати шахрайство, але той відмовляється.
У фінальній сцені Сімпсони разом проводять час на причалі, без Барта. Коли сім'я цікавиться, куди ходить Барт щочетверга ввечері, показано, як він навчає шахрайства в Центрі конкурентного дисбалансу Джима Гарбо.

## Виробництво
Сюжет серії натхненний реальними випадками шахрайства на змаганнях з рибальства (зокрема, операцією «Varsity Blues» 2019 року) і, за словами шоуранера Метта Селмана, різними скандалами щодо вступу до ВНЗ. Трюк із наповненнями кульками, за словами Роба Лазебника, співшоуранера, натхненний аналогічним шахрайством на змаганнях 2022 року у Клівленді.
За словами Лазебника, у творчої команди було багато дискусій про те, чи можна, щоб текст пісні був про способи шахрайства в суспільстві, тоді як монтаж показує інші випадки спортивного шахрайства, що використовували Гомер з Бартом. Врешті-решт, вирішено було залишити.
У процесі написання сценарію у «Butt Buzzer» (укр. «Дупосигнала») було більше можливостей ― Барт використав його, щоб говорити Гомеру, які карти у Германа. На трюк надихнув скандал довкола шахового гросмейстера Ганса Німана, якого звинуватили у використанні анальних кульок для шахрайства під час матчів.
Спочатку знак, за яким ховалися Сімпсони, рекламував жування Тютюнодора, однак «Fox» замінили його.
«Хол Сема Бенкмана-Фріда» — відсилання до американського підприємця, якого в листопаді 2023 року було засуджено за шахрайство, змову та відмивання грошей. За словами Лазебника, це було збігом обставин, оскільки сценарій писали набагато раніше.

## Культурні відсилання та цікаві факти
- У Клітуса Спаклера на ногах є п'явки, які нагадують логотип «Nike»[10].
- Декан Белічик каже, що бейсбольна команда «Houston Astros» вигадують фантастичні способи шахрайства[11].
- Центр конкурентного дисбалансу Джима Гарбо, в якому викладає Барт наприкінці епізода, названий на честь тренера з американського футболу й ексзахисника Джима Гарбо, якого звинувачували у кількох шахрайських скандалах[12][13].

## Ставлення критиків і глядачів
Під час прем'єри серію переглянули 6,27 млн осіб, з рейтингом 1.8, що зробило її найпопулярнішим шоу тієї ночі і найпопулярнішим епізодом за 5 років, від серії «The Girl on the Bus» 30 сезону.
Джон Шварц із сайту «Bubbleblabber» оцінив серію на 8/10, сказавши: «Остання серія 2023 року — це справді добре зроблена балаканина про шахрайство в несправжніх видах спорту та навіть невеликий скандал 2019 року під час Varsity Blues, і хоча я хотів би бачити, як продюсери ставилися до них трохи суворіше, мене цілком задовольнило те, що бачив, як Гомер і Барт проходять через ряд ліг у стилі „ESPN“ та зростання, яке фактично йде вгору та вниз на циферблаті спортивних мереж, роблячи все можливе, щоб залишатися актуальними у світі із все більш різкими ситуаціями».
На сайті «Me Blog Write Good» оцінили серію так: «Тут не так багато розбирати, це була досить необразлива серія, в якій насправді було кілька хороших жартів, але тут просто не було нічого, що змусило б мене по-справжньому зацікавитися розповіддю».
Згідно з голосуванням на сайті The NoHomers Club більшість фанатів оцінили серію на 4/5 із середньою оцінкою 3,73/5.